# Apotetamenus politus
Apotetamenus politus is een rechtvleugelig insect uit de familie Anostostomatidae. De wetenschappelijke naam van deze soort is voor het eerst geldig gepubliceerd in 1915 door Bruner.